# Valdariás
Valdariás (en francès Valderiès) és un municipi francès situat al departament del Tarn i a la regió d'Occitània.

## Demografia
| 1962                                       | 1968 | 1975 | 1982 | 1990 | 1999 | 2006 | 2007 |
| ------------------------------------------ | ---- | ---- | ---- | ---- | ---- | ---- | ---- |
| 640                                        | 674  | 637  | 624  | 735  | 754  | 881  | 904  |
| Des de 1962: població sense dobles comptes |      |      |      |      |      |      |      |

## Administració
| Període | Identitat   | Partit |
| ------- | ----------- | ------ |
| 2001-   | André Cabot | PS     |